# Invergowrie
Invergowrie, schottisch-gälisch: Inbhir Ghobharaidh, ist eine schottische Ortschaft in der Council Area Perth and Kinross. Sie liegt in der traditionellen Grafschaft Perthshire direkt außerhalb der Stadt Dundee am Firth of Tay an der Invergowrie Bay.

## Geschichte
Überlieferungen zufolge, handelt es sich um einen frühchristlichen Standort in Schottland, den Bonifatius im 8. Jahrhundert gründete. Vermutlich auf diese Gründung gehen die Ruinen der St Peter’s Church zurück. Im Mittelalter ging der Standort unter Malcolm IV. an die augustinischen Mönche der Scone Abbey über. Bei dem heutigen Invergowrie handelt es sich um einen der Landeplätze des schottischen Königs Alexander I., der angeblich plante, dort einen Palast zu errichten.
Invergowrie lag historisch an der Grenze zwischen Perthshire und Forfarshire, wovon noch das Alte Zollhaus von Invergowrie zeugt. Im 20. Jahrhundert wurde es der Verwaltungseinheit Dundee zugeschlagen und später wieder herausgelöst und nach Perth and Kinross eingegliedert.
Im Rahmen der Zensuserhebung 1971 wurden in Invergowrie 1389 Personen gezählt. Im Jahre 2011 waren es bereits 1790 Einwohner.

## Geographie
Die Ortsbezeichnung Invergowrie („Mündung des Gowrie“) beschreibt den Standort an der Mündung des Gowrie Burns in den Firth of Tay, genauer in die Invergowrie Bay. Die entlang der Ostflanke Invergowries verlaufende A85 markiert die Grenze zum benachbarten Dundee. Westlich grenzt der kleine Küstenort Kingoodie an.

## Verkehr
Durch die tangierende A85 (Dundee–Oban) sowie die nördlich passierende, von Edinburgh nach Fraserburgh führende A90 ist Invergowrie direkt an das britische Fernverkehrsstraßennetz angeschlossen.
Bereits im 19. Jahrhundert erhielt Invergowrie einen eigenen Bahnhof entlang der Caledonian Railway. Im Oktober 1979 geschah nahe der Ortschaft der Eisenbahnunfall von Invergowrie, bei dem fünf Personen ums Leben kamen. Der Bahnhof wird bis heute betrieben.